# Чаул
Чаул (порт. Chaul) — город-порт Гуджаратского султаната, затем — Португальской Индии. Ныне лежит в руинах. Расположен на берегу Индийского океана в черте посёлка Ревданда.
Около 1470 года город посетил Афанасий Никитин, упомянувший его в своих путевых записках «Хожение за три моря» под названием Чювиль. В 2002 году в честь Афанасия Никитина здесь был установлен обелиск.
Город служил пунктом посреднической торговли между северо-западными и южными областями Индии. Основными товарами выступали ткани, пряности, тростниковый сахар и изумруды. Купцы-мусульмане контролировали торговлю с другими странами.
В 1508 году в заливе Чаула произошло сражение между флотом Португалии и объединённым флотом Египта, Гуджарата и Каликута.
В 1521—1740 годах — опорный пункт Португальской колониальной империи.
18 сентября 1740 года по договору был передан маратхам. Город был впоследствии оставлен и превратился в руины. Сейчас бывший Чаул стал частью бурно разрастающегося поселка, возникшего на его месте.